# 1462
1462. је била проста година.

## Рођења

### Фебруар
- 28. фебруар — Хуана Белтранка, кастиљанска принцеза

### Јун
- 27. јун — Луј XII, краљ Француске.

## Смрти

### Јануар
- 27. март — Василиј II Слепи, московски велики кнез